# Pennino

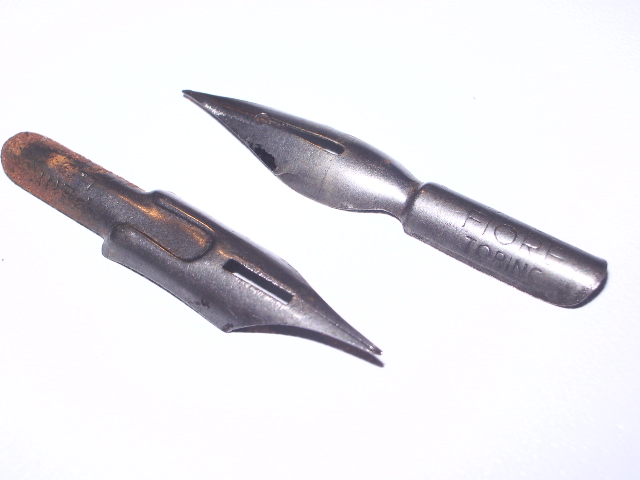
Pennini metallici

Il pennino è la parte scrivente di una penna stilografica. 

## Descrizione
Essenzialmente è costituito da una lamina di metallo appuntita, generalmente in acciaio, o in una lega di oro e rame nelle penne stilografiche. La sua parte posteriore è a sezione circolare e si trova a diretto contatto con l'involucro esterno della penna. Il pennino è appoggiato su una struttura in materiale plastico, normalmente dotato di tante lamelle simili a quelle di un pettine. Il loro scopo è quello di trattenere l'eccesso di inchiostro che può affluire al pennino dal serbatoio o dalla cartuccia. Infatti, quando la scorta di inchiostro è in via di esaurimento, l'ingresso di minuscole bolle d'aria nel serbatoio facilita l'uscita di inchiostro in sovrabbondanza, riempiendo oltre l'orlo il canale di trasporto verso il pennino e tendendo quindi a macchiare. Le lamelle drenano l'inchiostro in eccesso.

## Problemi di scrittura
In considerazione della delicatezza e precisione del meccanismo di scrittura, è facile imbattersi in penne stilografiche con difetti di scrittura. È opportuno sempre procedere, come operazione preliminare, alla pulizia della penna, mediante immersione in acqua fredda. Si può lasciare in immersione la penna, smontata nelle sue parti principali, per qualche ora. Non si devono usare né detergenti né acqua calda. Se, anche dopo accurata pulizia, non si ottiene una scrittura regolare, occorre analizzare nel dettaglio il difetto che si presenta, generalmente caratterizzato da:
- scrittura discontinua con interruzioni del tratto,
- scrittura eccessivamente abbondante.

Il problema di cui al primo punto si può risolvere facilmente inserendo con delicatezza una lametta da barba, a partire dalla punta del pennino, spingendola fino a che tocchi la parte in plastica su cui poggia il pennino (quindi si spinge per qualche millimetro).
Il problema di cui al secondo punto è molto più complesso perché dipende da più fattori. Generalmente è opportuno far riparare queste penne difettose da centri specializzati, tuttavia un'attenta osservazione può a volte aiutare. Se si tratta di una stilografica con ricarica a cartucce e si individua che la macchia si genera quando il livello dell'inchiostro in cartuccia è calato circa alla metà o meno della capienza della cartuccia, si può realizzare una cartuccia "strozzata" con all'interno un restringimento lungo circa metà della cartuccia medesima. Questo espediente, non garantito, riduce in modo drastico il pericolo di macchie sulla carta dovute all'ingresso improvviso  nella cartuccia di una bolla d'aria. Nella stragrande maggioranza dei casi, infatti, le macchie sono causate dall'eccesso di fuoriuscita, improvvisa, di inchiostro dalla stilografica, per il contemporaneo ingresso di aria. Oltre alle caratteristiche tecniche costruttive imperfette, questo fenomeno può essere originato da una microfessura nella cartuccia o nella parte di penna che va dall'innesto della cartuccia fino all'inizio del pennino. Un'altra causa può essere il diametro eccessivo della bocca della cartuccia. Generalmente, nel caso di cartucce semivuote, è la mano stessa dello scrivente che con il suo calore dilata l'aria all'interno della cartuccia, provocando la fuoriuscita dell'inchiostro.